# FC Groningen in het seizoen 2008/09
Deze pagina geeft een overzicht van de prestaties van FC Groningen gedurende het seizoen seizoen 2008-2009. FC Groningen eindigde het  seizoen op de zesde plek, die recht gaf op deelname aan de play-offs voor een UEFA Europa League ticket. Na winst op FC Utrecht verloor Groningen de finale van de play-offs van NAC Breda.

## Overzicht seizoen
FC Groningen had een ongekend sterke start in dit seizoen. De eerste wedstrijd, uit tegen Vitesse, werd overtuigend gewonnen met 4-0. De eerste thuiswedstrijd, tegen FC Utrecht, werd memorabel door een bijzonder doelpunt van nieuweling Andreas Granqvist. De sterke start zorgde ervoor dat de FC na drie wedstrijden voor het eerst in zijn bestaan koploper was in de Eredivisie.
Tot en met de achtste speelronde, uit tegen NEC, stond de club eerste of tweede. Na een nederlaag in de negende ronde bij NAC Breda raakte de kop echter uit zicht. Een serie van vier nederlagen in de periode eind november-begin december zorgde voor een terugval naar de zevende plaats. De eerste competitiehelft werd ook op die plaats afgesloten na een ongelukkige nederlaag tegen de noordelijke rivaal Heerenveen.
De tweede helft van de competitie begon de club voortvarend. Een gelijkspel uit bij Sparta werd gevolgd door een zwaar bevochten overwinning in de Euroborg op Ajax. Overwinningen bij ADO en thuis tegen NEC brengen de club op de zesde plaats. De vijfde plaats, goed voor rechtstreekse plaatsing voor de Europa League, komt in zicht, maar na een ongelukkige nederlaag thuis tegen PSV, een oorwassing door AZ en opnieuw een nederlaag tegen Heerenveen wordt de vijfde plaats onbereikbaar. Een sterke serie zorgt er wel voor dat de zesde plek al drie weken voor het einde van de competitie zeker wordt gesteld. De play-offs hebben echter net als in het seizoen 2007-08 niet het gewenste resultaat.
In de Beker bereikt FC Groningen de vierde ronde. In een echte thriller moet Groningen na verlenging en strafschoppen zijn meerdere erkennen in NAC.
Marcus Berg is dit seizoen clubtopscorer, hij scoort 17 goals in de reguliere competitie, vier keer in de beker en vijf keer in de play-offs. Toch wordt hij niet gekozen tot de speler van het jaar, die eretitel gaat naar Danny Holla.
Trainer Ron Jans vestigde een record. De oefenmeester van de Groningse ploeg werd de langstzittende trainer van FC Groningen. De geboren Zwollenaar zat op 18 april 2009 tijdens het duel met de Graafschap (1-0 winst) voor de 227e keer op de bank bij Groningen. Daarmee verdrong hij Hans Westerhof van de eerste plaats. De allereerste keer dat Jans op de bank zat was tijdens Feyenoord-Groningen, op 3 november 2002. Dat duel verloren de Groningers met 2-0. Die wedstrijd was tevens het debuut van de trainer in het betaald voetbal. Jans volgde toenmalig trainer Dwight Lodeweges op als eindverantwoordelijke. In het verleden was Jans werkzaam bij VV SJS, ACV en Emmen voordat hij de stap naar Groningen maakte.

## Selectie
In het seizoen 2008-09 bestond de selectie van FC Groningen uit de volgende spelers:
| Rugnr. | Naam              | Nationaliteit | Positie      |
| 1      | Brian van Loo     | Nederland     | Doelman      |
| 2      | Sepp De Roover    | België        | Verdediger   |
| 3      | Gibril Sankoh     | Sierra Leone  | Verdediger   |
| 5      | Fredrik Stenman   | Zweden        | Verdediger   |
| 6      | Paul Matthijs     | Nederland     | Middenvelder |
| 7      | Andreas Granqvist | Zweden        | Verdediger   |
| 8      | Evgeniy Levchenko | Oekraïne      | Middenvelder |
| 9      | Marcus Berg       | Zweden        | Aanvaller    |
| 10     | Goran Lovre       | Servië        | Middenvelder |
| 11     | Tim Matavž        | Slovenië      | Aanvaller    |
| 12     | Ondřej Švejdík    | Tsjechië      | Verdediger   |
| 13     | Koen van de Laak  | Nederland     | Aanvaller    |
| 14     | Nicklas Pedersen  | Denemarken    | Aanvaller    |
| 15     | Oluwafemi Ajilore | Nigeria       | Middenvelder |
| 16     | Gijs Koopmans     | Nederland     | Doelman      |
| 17     | Martijn Meerdink  | Nederland     | Middenvelder |
| 18     | Gonzalo García    | Spanje        | Aanvaller    |
| 19     | Jeroen Veldmate   | Nederland     | Middenvelder |
| 20     | Petter Andersson  | Zweden        | Middenvelder |
| 21     | Danny Holla       | Nederland     | Middenvelder |
| 23     | Shkodran Metaj    | Nederland     | Middenvelder |
| 24     | Tom Hiariej       | Nederland     | Verdediger   |
| 26     | Luciano Da Silva  | Brazilië      | Doelman      |
| 49     | Pepijn Kluin      | Nederland     | Aanvaller    |

## Wedstrijdstatistieken

### Eredivisie
|                                                                     | |           | | |
| 29 augustus 2008, 20:45                                             | Vitesse | 0-4 (0-1) | FC Groningen | Opstelling FC Groningen: |
| GelreDome 14.900 toeschouwers Bas Nijhuis                           | Frank van der Struijk 9' Abubakari Yakubu 12' Frank van der Struijk 67' Civard Sprockel 72'                   |           | 10' Sepp De Roover 12' Koen van de Laak 68' (p) Koen van de Laak 73' (p) Marcus Berg 78' Evgeniy Levchenko                | Luciano, De Roover (90' Hiariej), Sankoh, Granqvist, Stenman, Holla, Van de Laak (70' Matthijs), Levchenko, Lovre, Berg, Powel (61' García)     |
|                                                                     | |           | | |
| 14 september 2008, 14:30                                            | FC Groningen                                                                                                  | 2-0 (1-0) | FC Utrecht | Opstelling FC Groningen: |
| Euroborg 21.738 toeschouwers Björn Kuipers                          | Oluwafemi Ajilore 14' Andreas Granqvist 34' Marcus Berg 49' Goran Lovre 56' Marcus Berg 61' Paul Matthijs 91' |           | 26' Loïc Loval 30' Mihai Neșu 66' Simon Cziommer                                                                          | Luciano, De Roover, Sankoh, Granqvist, Stenman, Ajilore, Van de Laak (73' Matthijs), Levchenko (73' Andersson), Lovre (85' Powel), Berg, García |
|                                                                     | |           | | |
| 20 september 2008, 19:45                                            | Heracles Almelo                                                                                               | 1-1 (0-0) | FC Groningen | Opstelling FC Groningen: |
| Polman Stadion 8.298 toeschouwers Dick van Egmond                   | Ragnar Klavan 16' Ricky van den Bergh 45' Bas Dost 50' Kwame Quansah 73'                                      |           | 2' Oluwafemi Ajilore 85' Petter Andersson                                                                                 | Luciano, De Roover, Sankoh, Granqvist, Hiariej, Ajilore, Van de Laak (74' Powel), Levchenko (74' Matthijs), Lovre, Berg, García (63' Andersson) |
|                                                                     | |           | | |
| 28 september 2008, 20:30                                            | FC Groningen                                                                                                  | 3-1 (1-0) | Feyenoord | Opstelling FC Groningen: |
| Euroborg 22.329 toeschouwers Kevin Blom                             | Goran Lovre 9' Sepp De Roover 21' Koen van de Laak 33' Marcus Berg 49' Marcus Berg 50' Marcus Berg 93'        |           | 10' Kevin Hofland 41' André Bahia 56' Henk Timmer 87' André Bahia                                                         | Luciano, De Roover, Sankoh, Granqvist, Stenman, Ajilore, Van de Laak, Levchenko (85' Metaj), Lovre (63' García), Berg, Andersson (73' Powel)    |
|                                                                     | |           | | |
| 5 oktober 2008, 12:30                                               | FC Groningen                                                                                                  | 3-0 (2-0) | ADO Den Haag | Opstelling FC Groningen: |
| Euroborg 21.464 toeschouwers Jan Wegereef                           | Petter Andersson 11' Evgeniy Levchenko 25' Marcus Berg 69'                                                    |           | 26' Pascal Bosschaart | Luciano, De Roover, Sankoh, Granqvist, Stenman, Ajilore (65' Holla), Van de Laak, Levchenko, Lovre (77' García), Berg (72' Powel), Andersson    |
|                                                                     | |           | | |
| 18 oktober 2008, 20:45                                              | Ajax | 1-0 (1-0) | FC Groningen | Opstelling FC Groningen: |
| Amsterdam ArenA 49.000 toeschouwers Bas Nijhuis                     | Oleguer 37' Bruno Silva 53'                                                                                   |           | 68' Andreas Granqvist | Luciano, De Roover, Sankoh, Granqvist, Stenman, Ajilore (62' Powel), Van de Laak (77' Matthijs), Holla, Lovre, Berg, Andersson                  |
| - Gibril Sankoh speelde zijn 100e competitieduel voor FC Groningen. | |           | | |
|                                                                     | |           | | |
| 25 oktober 2008, 19:45                                              | FC Groningen                                                                                                  | 3-0 (3-0) | Sparta Rotterdam | Opstelling FC Groningen: |
| Euroborg 21.735 toeschouwers Björn Kuipers                          | Petter Andersson 4' Petter Andersson 20' Marcus Berg 34'                                                      |           | | Luciano, De Roover (62' Švejdík), Sankoh, Granqvist, Stenman, Ajilore, Holla (78' Metaj), Lovre, Andersson (53' García), Berg, Powel            |
|                                                                     | |           | | |
| 29 oktober 2008, 20:00                                              | N.E.C. | 2-2 (0-1) | FC Groningen | Opstelling FC Groningen: |
| McDOS Goffertstadion 12.000 toeschouwers Eric Braamhaar             | Peter Wisgerhof 47' Youssef El-Akchaoui (p) 84'                                                               |           | 11' Berry Powel 72' Paul Matthijs 74' Andreas Granqvist 83' Andreas Granqvist 87' Gibril Sankoh 89' Gonzalo García        | Luciano, De Roover, Sankoh, Granqvist, Švejdík, Matthijs, Holla (89' García), Lovre, Andersson (66' Van de Laak), Berg, Powel (93' Metaj)       |
|                                                                     | |           | | |
| 1 november 2008, 19:45                                              | NAC Breda | 1-0 (0-0) | FC Groningen | Opstelling FC Groningen: |
| Rat Verlegh Stadion 16.808 toeschouwers Serge Gumienny              | Ellery Cairo 27' Tommie van der Leegte 29' Rob Penders 83' Patrick Mtiliga 90'                                |           | 28' Paul Matthijs 51' Danny Holla 67' Shkodran Metaj 90' Marcus Berg                                                      | Luciano, De Roover, Sankoh, Švejdík, Metaj, Matthijs, Holla, Lovre, Andersson (63' García), Berg, Powel (46' Van de Laak)                       |
|                                                                     | |           | | |
| 9 november 2008, 14:30                                              | FC Groningen                                                                                                  | 5-0 (3-0) | FC Volendam | Opstelling FC Groningen: |
| Euroborg 21.581 toeschouwers Ed Janssen                             | Koen van de Laak 15' Goran Lovre 19' Petter Andersson 23' Koen van de Laak 51' Marcus Berg 75'                |           | 45' Tim Bakens 84' Hamit Yildiz                                                                                           | Luciano, Švejdík, Sankoh, Granqvist, Stenman (62' Metaj), Ajilore, Holla, Lovre (76' Powel), Van de Laak, Berg (78' García), Andersson          |
|                                                                     | |           | | |
| 16 november 2008, 14:30                                             | FC Groningen                                                                                                  | 3-0 (1-0) | De Graafschap | Opstelling FC Groningen: |
| Euroborg 21.906 toeschouwers Pieter Vink                            | Danny Holla 29' Andreas Granqvist 77' Marcus Berg 89'                                                         |           | | Luciano, Švejdík, Sankoh, Granqvist, Stenman, Ajilore (68' Matthijs), Andersson, Holla, Lovre (88' García), Berg, Powel (85' Meerdink)          |
|                                                                     | |           | | |
| 23 november 2008, 14:30                                             | Willem II | 3-0 (3-0) | FC Groningen | Opstelling FC Groningen: |
| Willem II Stadion 13.500 toeschouwers Tom van Sichem                | Mehmet Akgün 15' Frank Demouge 20' Frank Demouge 23' Frank Demouge 29'                                        |           | 30' Oluwafemi Ajilore 90' Marcus Berg                                                                                     | Luciano, Švejdík, Sankoh (46' Hiariej), Granqvist, Stenman, Holla, Ajilore (63' Matthijs), Lovre, Andersson, Berg, Powel (46' Van de Laak)      |
|                                                                     | |           | | |
| 30 november 2008, 14:30                                             | FC Groningen                                                                                                  | 0-2 (0-1) | AZ | Opstelling FC Groningen: |
| Euroborg 22.016 toeschouwers Jack van Hulten                        | Berry Powel 24' Koen van de Laak 52'                                                                          |           | 27' David Mendes da Silva 35' Demy de Zeeuw 79' Héctor Moreno 87' Ari                                                     | Luciano, Švejdík, Sankoh, Granqvist, Stenman, Matthijs (61' Ajilore), Lovre, Holla (80' Meerdink), Van de Laak, Powel (61' García), Andersson   |
|                                                                     | |           | | |
| 6 december 2008, 19:45                                              | PSV | 4-2 (0-2) | FC Groningen | Opstelling FC Groningen: |
| Philips Stadion 33.000 toeschouwers Bas Nijhuis                     | Danko Lazović 52' Otman Bakkal 54' Otman Bakkal 57' Danko Lazović 61' Danko Lazović 69'                       |           | 11' Danny Holla 18' Gibril Sankoh 31' Marcus Berg 45+1' Goran Lovre                                                       | Van Loo, Švejdík (80' Hiariej), Sankoh, Granqvist, Stenman, Ajilore, Andersson (84' Metaj), Holla, Lovre, Berg, García                          |
|                                                                     | |           | | |
| 14 december 2008, 14:30                                             | FC Groningen                                                                                                  | 1-4 (1-2) | FC Twente | Opstelling FC Groningen: |
| Euroborg 21.880 toeschouwers Jan Wegereef                           | Marcus Berg 10' Goran Lovre 45+1' Danny Holla 60'                                                             |           | 17' Marko Arnautovic 21' Eljero Elia 55' Kenneth Pérez 68' Ronnie Stam 68' Ronnie Stam 90+4' Blaise Nkufo                 | Luciano, Hiariej, Švejdík, Granqvist, Stenman, Ajilore (46' Van de Laak), Andersson, Holla, Lovre, Berg, García (81' Matthijs)                  |
|                                                                     | |           | | |
| 20 december 2008, 20:45                                             | Roda JC | 2-5 (1-1) | FC Groningen | Opstelling FC Groningen: |
| Parkstad Limburg Stadion 14.505 toeschouwers Pol van Boekel         | Andreas Granqvist (ed) 45+2' Jeanvion Yulu-Matondo 73'                                                        |           | 3' Marcus Berg 34' Gonzalo García 50' (p) Marcus Berg 55' Marcus Berg 59' (p) Marcus Berg 87' Oluwafemi Ajilore           | Luciano, Švejdík, Sankoh, Granqvist, Stenman, Matthijs, Ajilore, Holla, Lovre (74' Powel), Berg, García (80' Metaj)                             |
|                                                                     | |           | | |
| 28 december 2008, 16:30                                             | FC Groningen                                                                                                  | 2-3 (0-1) | sc Heerenveen | Opstelling FC Groningen: |
| Euroborg 22.311 toeschouwers Kevin Blom                             | Luciano Da Silva 11' Danny Holla 15' Gonzalo García 54' Andreas Granqvist 90+1'                               |           | 13' (p) Danijel Pranjić 28' Goran Popov 37' Christian Grindheim 56' Mika Väyrynen 77' Arnar Smárason 90+5' Paulo Henrique | Luciano, Švejdík, Sankoh, Granqvist, Stenman, Matthijs, Ajilore (74' Metaj), Holla (60' Van de Laak), Lovre, Berg, García (73' Powel)           |
|                                                                     | |           | | |
| 18 januari 2009, 14:30                                              | Sparta Rotterdam                                                                                              | 1-1 (0-0) | FC Groningen | Opstelling FC Groningen: |
| Sparta-Stadion Het Kasteel 10.458 toeschouwers Jack van Hulten      | Joey Godee 60'                                                                                                |           | 48' Koen van de Laak | Luciano, Švejdík, Sankoh, Granqvist, Metaj, Van de Laak, Ajilore, Lovre, Holla, Berg, García                                                    |
|                                                                     | |           | | |
| 25 januari 2009, 14:30                                              | FC Groningen                                                                                                  | 1-0 (1-0) | Ajax | Opstelling FC Groningen: |
| Euroborg 22.230 toeschouwers Jan Wegereef                           | Koen van de Laak 4' Andreas Granqvist 30' Danny Holla 39' Petter Andersson 90+2' Marcus Berg 90+4'            |           | 54' Jan Vertonghen 71' Thomas Vermaelen 86' Robbert Schilder 86' Jan Vertonghen 86' Marco van Basten                      | Luciano, Hiariej, Sankoh, Granqvist, Stenman (86' Metaj), Holla, Van de Laak, Levchenko, Lovre (81' Andersson), Berg, García (72' Pedersen)     |
|                                                                     | |           | | |
| 31 januari 2009, 18:45                                              | ADO Den Haag                                                                                                  | 0-1 (0-0) | FC Groningen | Opstelling FC Groningen: |
| ADO Den Haag Stadion 9.354 toeschouwers Pol van Boekel              | |           | 75' Gonzalo García | Luciano, Hiariej, Sankoh, Granqvist, Stenman, Holla, Van de Laak, Levchenko, Lovre, Pedersen (46' Matthijs), García                             |
|                                                                     | |           | | |
| 4 februari 2009, 21:00                                              | FC Groningen                                                                                                  | 2-0 (1-0) | N.E.C. | Opstelling FC Groningen: |
| Euroborg 21.700 toeschouwers Tom van Sichem                         | Marcus Berg 26' (p) Koen van de Laak 60'                                                                      |           | 25' Ramon Zomer | Luciano, Hiariej, Sankoh, Granqvist, Stenman, Holla, Van de Laak, Levchenko, Lovre (66' Meerdink), Berg, García (86' Kluin)                     |
|                                                                     | |           | | |
| 8 februari 2009, 14:30                                              | Feyenoord | 0-0 (0-0) | FC Groningen | Opstelling FC Groningen: |
| Stadion Feijenoord toeschouwers                                     | Andwelé Slory 39' Norichio Nieveld 42' Kevin Hofland 85'                                                      |           | | Luciano, Hiariej, Sankoh, Granqvist, Stenman, Holla, Van de Laak, Levchenko, Lovre (85' Ajilore), Berg, García                                  |
|                                                                     | |           | | |
| 15 februari 2009, 14:30                                             | FC Groningen                                                                                                  | 2-0 (2-0) | Heracles Almelo | Opstelling FC Groningen: |
| Euroborg 21.885 toeschouwers Reinold Wiedemeijer                    | Tom Hiariej 16' Gonzalo García 38' Marcus Berg 42' Gibril Sankoh 44' Gonzalo García 71' Martijn Meerdink 79'  |           | | Luciano, Hiariej, Sankoh, Granqvist, Stenman, Holla, Meerdink, Levchenko (73' Ajilore), Van de Laak, Berg, García                               |
|                                                                     | |           | | |
| 21 februari 2009, 20:45                                             | FC Groningen                                                                                                  | 0-1 (0-0) | PSV | Opstelling FC Groningen: |
| Euroborg 22.157 toeschouwers Bas Nijhuis                            | |           | 90+3' Danko Lazović | Luciano, Švejdík, Sankoh, Granqvist, Stenman, Holla, Meerdink, Levchenko, Lovre, Berg, García (66' Ajilore)                                     |
|                                                                     | |           | | |
| 28 februari 2009, 20:45                                             | AZ | 3-0 (1-0) | FC Groningen | Opstelling FC Groningen: |
| DSB Stadion 16.614 toeschouwers Pieter Vink                         | Graziano Pellè 3' Graziano Pellè 57' Mousa Dembélé 84'                                                        |           | 60' Gibril Sankoh | Luciano, Hiariej (76' Švejdík), Sankoh, Granqvist, Stenman, Holla, Meerdink (66' Krohne), Levchenko (66' Matthijs), Lovre, Berg, García         |
|                                                                     | |           | | |
| 7 maart 2009, 19:45                                                 | sc Heerenveen                                                                                                 | 2-1 (0-0) | FC Groningen | Opstelling FC Groningen: |
| Abe Lenstra Stadion 26.100 toeschouwers Jan Wegereef                | Michael Dingsdag 4' Calvin Jong-A-Pin 20' Kristian Bak Nielsen 50' Christian Grindheim 59' Viktor Elm 90+3'   |           | 5' Martijn Meerdink 25' Martijn Meerdink 33' Gonzalo García 68' Danny Holla 75' Gonzalo García 90' Ron Jans               | Luciano, Hiariej (46' Švejdík), Sankoh, Granqvist, Stenman, Holla, Meerdink, Levchenko, Lovre, Berg, García                                     |
|                                                                     | |           | | |
| 13 maart 2009, 20:45                                                | FC Groningen                                                                                                  | 2-0 (0-0) | Roda JC | Opstelling FC Groningen: |
| Euroborg 22.032 toeschouwers Richard Liesveld                       | Gibril Sankoh 18' Danny Holla 72' Tim Matavž 85'                                                              |           | 38' Ruud Vormer 42' Kris de Wree 51' Boldizsár Bodor 60' Anouar Hadouir 88' Pa-Modou Kah                                  | Luciano, Švejdík, Sankoh (77' Veldmate), Granqvist, Stenman, Matthijs, Ajilore (74' Matavž), Holla, Lovre, Berg, Kluin (56' Van de Laak)        |
|                                                                     | |           | | |
| 22 maart 2009, 14:30                                                | FC Twente | 2-1 (1-0) | FC Groningen | Opstelling FC Groningen: |
| De Grolsch Veste 23.250 toeschouwers Kevin Blom                     | Eljero Elia 34' Peter Wisgerhof 72' Blaise Nkufo 88'                                                          |           | 12' Andreas Granqvist 67' Danny Holla 89' Marcus Berg                                                                     | Luciano, De Roover, Švejdík, Granqvist, Stenman, Holla (80' Ajilore), Van de Laak (85' Meerdink), Levchenko, Lovre, Berg, García (19' Veldmate) |
|                                                                     | |           | | |
| 4 april 2009, 18:45                                                 | FC Utrecht | 0-1 (0-0) | FC Groningen | Opstelling FC Groningen: |
| Stadion Galgenwaard 20.000 toeschouwers Ed Janssen                  | Sander Keller 26' Loïc Loval 28' Gregoor van Dijk 86'                                                         |           | 36' Marcus Berg 54' Ondřej Švejdík 86' Evgeniy Levchenko 90+4' Evgeniy Levchenko                                          | Luciano, De Roover, Sankoh (78' Veldmate), Švejdík, Stenman, Matthijs, Van de Laak, Levchenko, Lovre, Berg, García (61' Meerdink)               |
|                                                                     | |           | | |
| 12 april 2009, 14:30                                                | FC Groningen                                                                                                  | 2-3 (1-1) | Vitesse | Opstelling FC Groningen: |
| Euroborg 21.811 toeschouwers Eric Braamhaar                         | Koen van de Laak 38' Goran Lovre 45' Danny Holla 72'                                                          |           | 22' Lasse Nilsson 45' Paul Verhaegh 48' Civard Sprockel 61' Ricky van Wolfswinkel 73' Claudemir 90' Nicky Hofs            | Luciano, De Roover, Sankoh, Granqvist, Stenman, Matthijs (71' Švejdík), Meerdink (85' Pedersen), Holla, Lovre (71' Ajilore), Berg, Van de Laak  |
|                                                                     | |           | | |
| 18 april 2009, 19:45                                                | De Graafschap                                                                                                 | 0-1 (0-1) | FC Groningen | Opstelling FC Groningen: |
| De Vijverberg 12.500 toeschouwers Luc Wouters (57' Karim Saadouni)  | |           | 20' Marcus Berg 30' Marcus Berg 51' Danny Holla 74' Gibril Sankoh                                                         | Luciano, De Roover, Sankoh, Granqvist, Švejdík, Ajilore, Meerdink, Holla, Lovre, Berg (46' Matthijs), Kluin (88' Olijve)                        |
|                                                                     | |           | | |
| 26 april 2009, 14:30                                                | FC Groningen                                                                                                  | 0-0 (0-0) | Willem II | Opstelling FC Groningen: |
| Euroborg 21.737 toeschouwers Dick van Egmond                        | Gibril Sankoh 82' Gibril Sankoh 89' Martijn Meerdink 90'                                                      |           | | Luciano, De Roover, Sankoh, Granqvist, Švejdík, Holla, Meerdink, Levchenko (67' Ajilore), Lovre (73' Matavž), Kluin, Van de Laak                |
|                                                                     | |           | | |
| 3 mei 2009, 14:30                                                   | FC Volendam                                                                                                   | 0-1 (0-0) | FC Groningen | Opstelling FC Groningen: |
| Kras Stadion 5.917 toeschouwers Ruud Bossen                         | Arvid Smit 90+4'                                                                                              |           | 62' Shkodran Metaj 84' Marcus Berg 90+4' Tim Matavž                                                                       | Luciano, De Roover, Švejdík, Granqvist, Metaj, Matthijs (70' Levchenko), Ajilore, Holla, Van de Laak, Berg (88' Matavž), Kluin (46' García)     |
|                                                                     | |           | | |
| 10 mei 2009, 14:30                                                  | FC Groningen                                                                                                  | 1-0 (1-0) | NAC Breda | Opstelling FC Groningen: |
| Euroborg 21.752 toeschouwers Bas Nijhuis                            | Andreas Granqvist 19' Andreas Granqvist 44'                                                                   |           | 31' Ellery Cairo 85' Ellery Cairo                                                                                         | Luciano, De Roover, Švejdík, Granqvist, Stenman, Holla, Van de Laak, Levchenko, Lovre (64' Ajilore), Berg (87' Matavž), García (80' Matthijs)   |

### Play-offs Europees Voetbal
|                                                      | |           | | |
| 16 mei 2009, 20:00                                   | FC Utrecht                                                                                                 | 3-3 (1-1) | FC Groningen | Opstelling FC Groningen: |
| Stadion Galgenwaard 10.500 toeschouwers Pieter Vink  | Tim Cornelisse 6' Leroy George 47' Morten Skoubo 59' Gregoor van Dijk 73' Tim Cornelisse 74'               |           | 18' Marcus Berg 49' Marcus Berg 61' Danny Holla 66' Tim Matavž 75' (p) Marcus Berg                                                  | Luciano, De Roover, Švejdík, Granqvist, Stenman, Holla, Van de Laak, Levchenko, Lovre (28' Meerdink), Berg (81' Matthijs), García (66' Matavž) |
|                                                      | |           | | |
| 21 mei 2009, 14:30                                   | FC Groningen                                                                                               | 4-0 (2-0) | FC Utrecht | Opstelling FC Groningen: |
| Euroborg 20.669 toeschouwers Björn Kuipers           | Marcus Berg 9' Goran Lovre 31' Marcus Berg 46' Tim Matavž 64' Koen van de Laak 66'                         |           | 67' Vito Wormgoor 84' Cedric van der Gun                                                                                            | Luciano, De Roover, Švejdík, Granqvist, Stenman, Holla, Van de Laak, Levchenko (75' Meerdink), Lovre (71' Matthijs), Berg, García (62' Matavž) |
|                                                      | |           | | |
| 28 mei 2009, 20:00                                   | NAC Breda                                                                                                  | 1-1 (0-0) | FC Groningen | Opstelling FC Groningen: |
| Rat Verlegh Stadion 15.550 toeschouwers Jan Wegereef | Patrick Zwaanswijk 48' Rob Penders 48' Fouad Idabdelhay 90+1' Fouad Idabdelhay 90+1' Anthony Lurling 90+3' |           | 38' Gonzalo García 49' Danny Holla 77' Evgeniy Levchenko 82' Koen van de Laak 90+3' Andreas Granqvist                               | Luciano, De Roover, Švejdík, Granqvist, Stenman, Holla, Van de Laak (71' Meerdink), Levchenko, Lovre, Berg, García (46' Matavž)                |
|                                                      | |           | | |
| 31 mei 2009, 12:30                                   | FC Groningen                                                                                               | 0-2 (0-0) | NAC Breda | Opstelling FC Groningen: |
| Euroborg 21.926 toeschouwers Pieter Vink             | Ondřej Švejdík 17' Danny Holla 48'                                                                         |           | 14' Tim Gilissen 44' Nourdin Boukhari 62' Matthew Amoah 82' Fouad Idabdelhay 86' Csaba Fehér 90' Tyrone Loran 90+3' Patrick Mtiliga | Luciano, De Roover, Švejdík (83' Sankoh), Granqvist, Stenman, Holla (73' Matthijs), Meerdink (63' Matavž), Levchenko, Lovre, Berg, García      |

### KNVB beker
|                                                                          | |                      | | |
| 25 september 2008, 20:00                                                 | HVV Hollandia | 2-3 (1-0)            | FC Groningen | Opstelling FC Groningen: |
| Sportpark Julianapark 1.500 toeschouwers Bart van der Scheer             | Ivo Rottiné 17' Klaas Vriend 60' |                      | 65' Marcus Berg 66' Marcus Berg 88' (p) Marcus Berg 90+3' Marcus Berg                                                                          | Van Loo, De Roover (46' Lovre), Sankoh, Granqvist, Cahais (71' Stenman), Holla, Matthijs (66' Hiariej), Andersson, Van de Laak, Berg, Powel |
| - Koen van de Laak miste in de 77e minuut een penalty voor FC Groningen. | |                      | | |
|                                                                          | |                      | | |
| 12 november 2008, 20:00                                                  | Telstar | 0-3 (0-1)            | FC Groningen | Opstelling FC Groningen: |
| Sportpark Schoonenberg 1.300 toeschouwers Raymond van Meenen             | Kasper de Fries-Johansen 81' |                      | 16' Berry Powel 51' Danny Holla 57' Marcus Berg                                                                                                | Luciano, Švejdík, Sankoh, Granqvist, Stenman, Ajilore, Lovre, Holla (65' Metaj), Andersson (64' Meerdink), Berg (73' Kluin), Powel          |
|                                                                          | |                      | | |
| 21 januari 2009, 20:45                                                   | NAC Breda | 2-2 nv (0-0) NAC wns | FC Groningen | Opstelling FC Groningen: |
| Rat Verlegh Stadion 11.777 toeschouwers Bas Nijhuis                      | Tim Gilissen 38' Martijn Reuser 45' Nourdin Boukhari 56' Patrick Zwaanswijk 78' Fouad Idabdelhay 97' Nourdin Boukhari 99' Patrick Zwaanswijk 100' |                      | 43' Gibril Sankoh 64' Gonzalo García 79' Evgeniy Levchenko 89' Andreas Granqvist 106' Goran Lovre 113' Koen van de Laak 115' Andreas Granqvist | Luciano, Hiariej (104' Krohne), Sankoh, Granqvist, Metaj (112' Cahais), Van de Laak, Holla, Lovre (108' Matthijs), Levchenko, Berg, García  |

## Individuele Statistieken

### Speelminuten
- Lijst op volgorde van wedstrijden, niet op speelronden
- B = bank (gehele wedstrijd)

| Wedstrijd       | 1                                                   | 2                                                   | 3                                                   | B21                                                 | 4                                                   | 5                                                   | 6                                                   | 7                                                   | 8                                                   | 9                                                   | 10                                                  | B31                                                 | 11                                                  | 12                                                  | 13                                                  | 14                                                  | 15                                                  | 16                                                  | 17                                                  | 18                                                  | B41                                                 | 19                                                  | 20                                                  | 21                                                  | 22                                                  | 23                                                  | 24                                                  | 25                                                  | 26                                                  | 27                                                  | 28                                                  | 29                                                  | 30                                                  | 31                                                  | 32                                                  | 33                                                  | 34                                                  | P11                                                 | P12                                                 | P21                                                 | P22                                                 | Totaal      |
| --------------- | --------------------------------------------------- | --------------------------------------------------- | --------------------------------------------------- | --------------------------------------------------- | --------------------------------------------------- | --------------------------------------------------- | --------------------------------------------------- | --------------------------------------------------- | --------------------------------------------------- | --------------------------------------------------- | --------------------------------------------------- | --------------------------------------------------- | --------------------------------------------------- | --------------------------------------------------- | --------------------------------------------------- | --------------------------------------------------- | --------------------------------------------------- | --------------------------------------------------- | --------------------------------------------------- | --------------------------------------------------- | --------------------------------------------------- | --------------------------------------------------- | --------------------------------------------------- | --------------------------------------------------- | --------------------------------------------------- | --------------------------------------------------- | --------------------------------------------------- | --------------------------------------------------- | --------------------------------------------------- | --------------------------------------------------- | --------------------------------------------------- | --------------------------------------------------- | --------------------------------------------------- | --------------------------------------------------- | --------------------------------------------------- | --------------------------------------------------- | --------------------------------------------------- | --------------------------------------------------- | --------------------------------------------------- | --------------------------------------------------- | --------------------------------------------------- | ----------- |
| punten          | 3                                                   | 3                                                   | 1                                                   | W                                                   | 3                                                   | 3                                                   | 0                                                   | 3                                                   | 1                                                   | 0                                                   | 3                                                   | W                                                   | 3                                                   | 0                                                   | 0                                                   | 0                                                   | 0                                                   | 3                                                   | 0                                                   | 1                                                   | L                                                   | 3                                                   | 3                                                   | 3                                                   | 1                                                   | 3                                                   | 0                                                   | 0                                                   | 0                                                   | 3                                                   | 0                                                   | 3                                                   | 0                                                   | 3                                                   | 1                                                   | 3                                                   | 3                                                   | G                                                   | W                                                   |                                                     |                                                     | 56          |
| Spelersnaam     | Wedstrijden                                         | Wedstrijden                                         | Wedstrijden                                         | Wedstrijden                                         | Wedstrijden                                         | Wedstrijden                                         | Wedstrijden                                         | Wedstrijden                                         | Wedstrijden                                         | Wedstrijden                                         | Wedstrijden                                         | Wedstrijden                                         | Wedstrijden                                         | Wedstrijden                                         | Wedstrijden                                         | Wedstrijden                                         | Wedstrijden                                         | Wedstrijden                                         | Wedstrijden                                         | Wedstrijden                                         | Wedstrijden                                         | Wedstrijden                                         | Wedstrijden                                         | Wedstrijden                                         | Wedstrijden                                         | Wedstrijden                                         | Wedstrijden                                         | Wedstrijden                                         | Wedstrijden                                         | Wedstrijden                                         | Wedstrijden                                         | Wedstrijden                                         | Wedstrijden                                         | Wedstrijden                                         | Wedstrijden                                         | Wedstrijden                                         | Wedstrijden                                         | Wedstrijden                                         | Wedstrijden                                         | Wedstrijden                                         | Wedstrijden                                         | Wedstrijden |
| Doelverdediging |                                                     |                                                     |                                                     |                                                     |                                                     |                                                     |                                                     |                                                     |                                                     |                                                     |                                                     |                                                     |                                                     |                                                     |                                                     |                                                     |                                                     |                                                     |                                                     |                                                     |                                                     |                                                     |                                                     |                                                     |                                                     |                                                     |                                                     |                                                     |                                                     |                                                     |                                                     |                                                     |                                                     |                                                     |                                                     |                                                     |                                                     |                                                     |                                                     |                                                     |                                                     |             |
| Koopmans        |                                                     |                                                     |                                                     |                                                     |                                                     |                                                     |                                                     |                                                     |                                                     |                                                     |                                                     |                                                     |                                                     |                                                     |                                                     | B                                                   |                                                     | B                                                   | B                                                   | B                                                   | B                                                   | B                                                   | B                                                   |                                                     |                                                     |                                                     |                                                     |                                                     |                                                     |                                                     |                                                     | B                                                   |                                                     |                                                     |                                                     |                                                     | B                                                   |                                                     |                                                     |                                                     |                                                     | 0           |
| Van Loo         | B                                                   | B                                                   | B                                                   | 90                                                  | B                                                   | B                                                   | B                                                   | B                                                   | B                                                   | B                                                   | B                                                   | B                                                   | B                                                   | B                                                   | B                                                   | 90                                                  | B                                                   |                                                     |                                                     |                                                     |                                                     |                                                     |                                                     | B                                                   | B                                                   | B                                                   | B                                                   | B                                                   | B                                                   | B                                                   | B                                                   |                                                     | B                                                   | B                                                   | B                                                   | B                                                   | B                                                   | B                                                   | B                                                   | B                                                   | B                                                   | 180         |
| Luciano         | 90                                                  | 90                                                  | 90                                                  | B                                                   | 90                                                  | 90                                                  | 90                                                  | 90                                                  | 90                                                  | 90                                                  | 90                                                  | 90                                                  | 90                                                  | 90                                                  | 90                                                  |                                                     | 90                                                  | 90                                                  | 90                                                  | 90                                                  | 120                                                 | 90                                                  | 90                                                  | 90                                                  | 90                                                  | 90                                                  | 90                                                  | 90                                                  | 90                                                  | 90                                                  | 90                                                  | 90                                                  | 90                                                  | 90                                                  | 90                                                  | 90                                                  | 90                                                  | 90                                                  | 90                                                  | 90                                                  | 90                                                  | 3450        |
| Verdediging     |                                                     |                                                     |                                                     |                                                     |                                                     |                                                     |                                                     |                                                     |                                                     |                                                     |                                                     |                                                     |                                                     |                                                     |                                                     |                                                     |                                                     |                                                     |                                                     |                                                     |                                                     |                                                     |                                                     |                                                     |                                                     |                                                     |                                                     |                                                     |                                                     |                                                     |                                                     |                                                     |                                                     |                                                     |                                                     |                                                     |                                                     |                                                     |                                                     |                                                     |                                                     |             |
| Cahais          | B                                                   |                                                     | B                                                   | 71                                                  | B                                                   |                                                     | B                                                   | B                                                   | B                                                   | B                                                   | B                                                   | B                                                   | B                                                   |                                                     |                                                     |                                                     |                                                     | B                                                   | B                                                   | B                                                   | 8                                                   | In winterstop verkocht aan Gimnasia y Esgrima (ARG) | In winterstop verkocht aan Gimnasia y Esgrima (ARG) | In winterstop verkocht aan Gimnasia y Esgrima (ARG) | In winterstop verkocht aan Gimnasia y Esgrima (ARG) | In winterstop verkocht aan Gimnasia y Esgrima (ARG) | In winterstop verkocht aan Gimnasia y Esgrima (ARG) | In winterstop verkocht aan Gimnasia y Esgrima (ARG) | In winterstop verkocht aan Gimnasia y Esgrima (ARG) | In winterstop verkocht aan Gimnasia y Esgrima (ARG) | In winterstop verkocht aan Gimnasia y Esgrima (ARG) | In winterstop verkocht aan Gimnasia y Esgrima (ARG) | In winterstop verkocht aan Gimnasia y Esgrima (ARG) | In winterstop verkocht aan Gimnasia y Esgrima (ARG) | In winterstop verkocht aan Gimnasia y Esgrima (ARG) | In winterstop verkocht aan Gimnasia y Esgrima (ARG) | In winterstop verkocht aan Gimnasia y Esgrima (ARG) | In winterstop verkocht aan Gimnasia y Esgrima (ARG) | In winterstop verkocht aan Gimnasia y Esgrima (ARG) | In winterstop verkocht aan Gimnasia y Esgrima (ARG) | In winterstop verkocht aan Gimnasia y Esgrima (ARG) | 79          |
| Granqvist       | 90                                                  | 90                                                  | 90                                                  | 90                                                  | 90                                                  | 90                                                  | 90                                                  | 90                                                  | 83                                                  |                                                     | 90                                                  | 90                                                  | 90                                                  | 90                                                  | 90                                                  | 90                                                  | 90                                                  | 90                                                  | 90                                                  | 90                                                  | 120                                                 | 90                                                  | 90                                                  | 90                                                  | 90                                                  | 90                                                  | 90                                                  | 90                                                  | 90                                                  | 90                                                  | 12                                                  |                                                     | 90                                                  | 90                                                  | 90                                                  | 90                                                  | 90                                                  | 90                                                  | 90                                                  | 90                                                  | 90                                                  | 3455        |
| Hiariej         | 0                                                   | B                                                   | 90                                                  | 24                                                  | B                                                   | B                                                   |                                                     |                                                     |                                                     |                                                     | B                                                   | B                                                   | B                                                   | 44                                                  | B                                                   | 10                                                  | 90                                                  | B                                                   | B                                                   | B                                                   | 104                                                 | 90                                                  | 90                                                  | 90                                                  | 90                                                  | 90                                                  |                                                     | 76                                                  | 46                                                  | B                                                   |                                                     | B                                                   | B                                                   | B                                                   | B                                                   | B                                                   | B                                                   | B                                                   | B                                                   | B                                                   | B                                                   | 934         |
| Lachman         | Komt van A-selectie                                 | Komt van A-selectie                                 | Komt van A-selectie                                 | Komt van A-selectie                                 | Komt van A-selectie                                 | Komt van A-selectie                                 | Komt van A-selectie                                 | Komt van A-selectie                                 | Komt van A-selectie                                 | B                                                   |                                                     |                                                     |                                                     |                                                     |                                                     |                                                     |                                                     |                                                     |                                                     |                                                     |                                                     |                                                     |                                                     |                                                     |                                                     |                                                     | B                                                   |                                                     |                                                     |                                                     |                                                     |                                                     |                                                     | B                                                   |                                                     |                                                     |                                                     |                                                     |                                                     |                                                     |                                                     | 0           |
| De Roover       | 90                                                  | 90                                                  | 90                                                  | 46                                                  | 90                                                  | 90                                                  | 90                                                  | 62                                                  | 90                                                  | 90                                                  |                                                     |                                                     |                                                     |                                                     | B                                                   |                                                     |                                                     |                                                     |                                                     |                                                     |                                                     |                                                     |                                                     |                                                     |                                                     |                                                     |                                                     |                                                     |                                                     |                                                     | 90                                                  | 90                                                  | 90                                                  | 90                                                  | 90                                                  | 90                                                  | 90                                                  | 90                                                  | 90                                                  | 90                                                  | 90                                                  | 1818        |
| Sankoh          | 90                                                  | 90                                                  | 90                                                  | 90                                                  | 90                                                  | 90                                                  | 90                                                  | 90                                                  | 90                                                  | 90                                                  | 90                                                  | 90                                                  | 90                                                  | 46                                                  | 90                                                  | 90                                                  | B                                                   | 90                                                  | 90                                                  | 90                                                  | 120                                                 | 90                                                  | 90                                                  | 90                                                  | 90                                                  | 90                                                  | 90                                                  | 90                                                  | 90                                                  | 77                                                  |                                                     | 78                                                  | 90                                                  | 90                                                  | 89                                                  |                                                     |                                                     |                                                     |                                                     |                                                     | 7                                                   | 2737        |
| Stenman         | 90                                                  | 90                                                  |                                                     | 19                                                  | 90                                                  | 90                                                  | 90                                                  | 90                                                  |                                                     |                                                     | 63                                                  | 90                                                  | 90                                                  | 90                                                  | 90                                                  | 90                                                  | 90                                                  | 90                                                  | 90                                                  |                                                     |                                                     | 86                                                  | 90                                                  | 90                                                  | 90                                                  | 90                                                  | 90                                                  | 90                                                  | 90                                                  | 90                                                  | 90                                                  | 90                                                  | 90                                                  |                                                     |                                                     |                                                     | 90                                                  | 90                                                  | 90                                                  | 90                                                  | 90                                                  | 2868        |
| Švejdík         | B                                                   | B                                                   |                                                     |                                                     |                                                     | B                                                   | B                                                   | 28                                                  | 90                                                  | 90                                                  | 90                                                  | 90                                                  | 90                                                  | 90                                                  | 90                                                  | 80                                                  | 90                                                  | 90                                                  | 90                                                  | 90                                                  | B                                                   | B                                                   | B                                                   | B                                                   | B                                                   | B                                                   | 90                                                  | 14                                                  | 44                                                  | 90                                                  | 90                                                  | 90                                                  | 19                                                  | 90                                                  | 90                                                  | 90                                                  | 90                                                  | 90                                                  | 90                                                  | 90                                                  | 83                                                  | 2248        |
| Veldmate        |                                                     |                                                     |                                                     |                                                     |                                                     |                                                     |                                                     | B                                                   | B                                                   | B                                                   |                                                     |                                                     |                                                     |                                                     |                                                     |                                                     |                                                     |                                                     |                                                     |                                                     |                                                     |                                                     |                                                     |                                                     |                                                     |                                                     |                                                     |                                                     |                                                     | 13                                                  | 71                                                  | 12                                                  | B                                                   | B                                                   | B                                                   | B                                                   |                                                     | B                                                   | B                                                   | B                                                   | B                                                   | 96          |
| Middenveld      |                                                     |                                                     |                                                     |                                                     |                                                     |                                                     |                                                     |                                                     |                                                     |                                                     |                                                     |                                                     |                                                     |                                                     |                                                     |                                                     |                                                     |                                                     |                                                     |                                                     |                                                     |                                                     |                                                     |                                                     |                                                     |                                                     |                                                     |                                                     |                                                     |                                                     |                                                     |                                                     |                                                     |                                                     |                                                     |                                                     |                                                     |                                                     |                                                     |                                                     |                                                     |             |
| Ajilore         |                                                     | 90                                                  | 2                                                   |                                                     | 90                                                  | 65                                                  | 62                                                  | 90                                                  |                                                     |                                                     | 90                                                  | 90                                                  | 68                                                  | 63                                                  | 29                                                  | 90                                                  | 46                                                  | 90                                                  | 74                                                  | 90                                                  | B                                                   | B                                                   |                                                     | B                                                   | 5                                                   | 17                                                  | 24                                                  | B                                                   | B                                                   | 74                                                  | 10                                                  | B                                                   | 19                                                  | 90                                                  | 23                                                  | 90                                                  | 26                                                  |                                                     | B                                                   |                                                     |                                                     | 1507        |
| Holla           | 90                                                  | B                                                   | B                                                   | 90                                                  | B                                                   | 25                                                  | 90                                                  | 78                                                  | 89                                                  | 90                                                  | 90                                                  | 65                                                  | 90                                                  | 90                                                  | 80                                                  | 90                                                  | 90                                                  | 90                                                  | 60                                                  | 90                                                  | 120                                                 | 90                                                  | 90                                                  | 90                                                  | 90                                                  | 90                                                  | 90                                                  | 90                                                  | 90                                                  | 90                                                  | 80                                                  |                                                     | 90                                                  | 90                                                  | 90                                                  | 90                                                  | 90                                                  | 90                                                  | 90                                                  | 90                                                  | 73                                                  | 3190        |
| Van de Laak     | 70                                                  | 73                                                  | 74                                                  | 90                                                  | 90                                                  | 90                                                  | 77                                                  |                                                     | 24                                                  | 44                                                  | 90                                                  |                                                     |                                                     | 44                                                  | 90                                                  |                                                     | 44                                                  |                                                     | 30                                                  | 90                                                  | 120                                                 | 90                                                  | 90                                                  | 90                                                  | 90                                                  | 90                                                  |                                                     |                                                     |                                                     | 34                                                  | 85                                                  | 90                                                  | 90                                                  |                                                     | 90                                                  | 90                                                  | 90                                                  | 90                                                  | 90                                                  | 86                                                  |                                                     | 2420        |
| Levchenko       | 90                                                  | 73                                                  | 74                                                  | B                                                   | 85                                                  | 90                                                  |                                                     |                                                     |                                                     |                                                     |                                                     |                                                     |                                                     |                                                     |                                                     |                                                     |                                                     |                                                     |                                                     | B                                                   | 120                                                 | 90                                                  | 90                                                  | 90                                                  | 90                                                  | 73                                                  | 90                                                  | 66                                                  | 90                                                  |                                                     | 90                                                  | 90                                                  |                                                     |                                                     | 67                                                  | 20                                                  | 90                                                  | 90                                                  | 75                                                  | 90                                                  | 90                                                  | 1870        |
| Lovre           | 90                                                  | 85                                                  | 90                                                  | 44                                                  | 63                                                  | 79                                                  | 90                                                  | 90                                                  | 90                                                  | 90                                                  | 76                                                  | 90                                                  | 88                                                  | 90                                                  | 90                                                  | 90                                                  | 90                                                  | 74                                                  | 90                                                  | 90                                                  | 108                                                 | 81                                                  | 90                                                  | 66                                                  | 85                                                  |                                                     | 90                                                  | 90                                                  | 90                                                  | 90                                                  | 90                                                  | 90                                                  | 71                                                  | 90                                                  | 73                                                  | B                                                   | 64                                                  | 28                                                  | 71                                                  | 90                                                  | 90                                                  | 3236        |
| Matthijs        | 20                                                  | 17                                                  | 16                                                  | 66                                                  |                                                     |                                                     | 13                                                  | B                                                   | 90                                                  | 90                                                  | B                                                   | B                                                   | 22                                                  | 27                                                  | 61                                                  | B                                                   | 9                                                   | 90                                                  | 90                                                  | B                                                   | 12                                                  | B                                                   | 44                                                  | B                                                   | B                                                   |                                                     | B                                                   | 24                                                  | B                                                   | 90                                                  | B                                                   | 90                                                  | 71                                                  | 44                                                  | B                                                   | 70                                                  | 10                                                  | 9                                                   | 19                                                  | B                                                   | 17                                                  | 1111        |
| Meerdink        |                                                     |                                                     |                                                     |                                                     |                                                     |                                                     |                                                     |                                                     |                                                     |                                                     |                                                     | 26                                                  | 5                                                   | B                                                   | 10                                                  | B                                                   | B                                                   |                                                     |                                                     |                                                     |                                                     |                                                     | B                                                   | 24                                                  | B                                                   | 90                                                  | 90                                                  | 66                                                  | 25                                                  |                                                     | 5                                                   | 29                                                  | 85                                                  | 90                                                  | 90                                                  |                                                     |                                                     | 62                                                  | 15                                                  | 4                                                   | 63                                                  | 779         |
| Metaj           | B                                                   |                                                     | B                                                   | B                                                   | 5                                                   | B                                                   | B                                                   | 12                                                  | 0                                                   | 90                                                  | 27                                                  | 25                                                  | B                                                   | B                                                   | B                                                   | 6                                                   | B                                                   | 10                                                  | 16                                                  | 90                                                  | 112                                                 | 4                                                   | B                                                   | B                                                   | B                                                   | B                                                   | B                                                   | B                                                   | B                                                   | B                                                   | B                                                   | B                                                   | B                                                   | B                                                   | B                                                   | 90                                                  | B                                                   | B                                                   | B                                                   | B                                                   | B                                                   | 487         |
| Olijve          | Komt van A-selectie                                 | Komt van A-selectie                                 | Komt van A-selectie                                 | Komt van A-selectie                                 | Komt van A-selectie                                 | Komt van A-selectie                                 | Komt van A-selectie                                 | Komt van A-selectie                                 | Komt van A-selectie                                 | Komt van A-selectie                                 | Komt van A-selectie                                 | Komt van A-selectie                                 | Komt van A-selectie                                 | Komt van A-selectie                                 | Komt van A-selectie                                 | B                                                   |                                                     | B                                                   |                                                     |                                                     |                                                     |                                                     |                                                     |                                                     |                                                     |                                                     |                                                     |                                                     |                                                     | B                                                   |                                                     |                                                     |                                                     | 2                                                   |                                                     |                                                     |                                                     |                                                     |                                                     |                                                     |                                                     | 2           |
| Aanval          |                                                     |                                                     |                                                     |                                                     |                                                     |                                                     |                                                     |                                                     |                                                     |                                                     |                                                     |                                                     |                                                     |                                                     |                                                     |                                                     |                                                     |                                                     |                                                     |                                                     |                                                     |                                                     |                                                     |                                                     |                                                     |                                                     |                                                     |                                                     |                                                     |                                                     |                                                     |                                                     |                                                     |                                                     |                                                     |                                                     |                                                     |                                                     |                                                     |                                                     |                                                     |             |
| Andersson       |                                                     | 17                                                  | 27                                                  | 90                                                  | 73                                                  | 90                                                  | 90                                                  | 53                                                  | 66                                                  | 63                                                  | 90                                                  | 64                                                  | 90                                                  | 90                                                  | 90                                                  | 84                                                  | 90                                                  |                                                     |                                                     |                                                     |                                                     | 9                                                   |                                                     |                                                     |                                                     |                                                     |                                                     |                                                     |                                                     |                                                     |                                                     |                                                     |                                                     |                                                     |                                                     |                                                     |                                                     |                                                     |                                                     |                                                     |                                                     | 1176        |
| Berg            | 90                                                  | 90                                                  | 90                                                  | 90                                                  | 90                                                  | 72                                                  | 90                                                  | 90                                                  | 90                                                  | 90                                                  | 79                                                  | 73                                                  | 90                                                  | 90                                                  |                                                     | 90                                                  | 90                                                  | 90                                                  | 90                                                  | 90                                                  | 120                                                 | 90                                                  |                                                     | 90                                                  | 90                                                  | 90                                                  | 90                                                  | 90                                                  | 90                                                  | 90                                                  | 90                                                  | 90                                                  | 90                                                  | 46                                                  |                                                     | 88                                                  | 87                                                  | 81                                                  | 90                                                  | 90                                                  | 90                                                  | 3256        |
| García          | 29                                                  | 90                                                  | 63                                                  |                                                     | 27                                                  | 11                                                  |                                                     | 37                                                  | 1                                                   | 27                                                  | 11                                                  |                                                     | 2                                                   | B                                                   | 29                                                  | 90                                                  | 81                                                  | 80                                                  | 73                                                  | 90                                                  | 120                                                 | 72                                                  | 90                                                  | 86                                                  | 90                                                  | 90                                                  | 66                                                  | 90                                                  | 75                                                  |                                                     | 19                                                  | 61                                                  |                                                     |                                                     |                                                     | 44                                                  | 80                                                  | 66                                                  | 62                                                  | 46                                                  | 90                                                  | 1988        |
| Kluin           | Komt van A-selectie                                 | Komt van A-selectie                                 | Komt van A-selectie                                 | Komt van A-selectie                                 | Komt van A-selectie                                 | Komt van A-selectie                                 | Komt van A-selectie                                 | Komt van A-selectie                                 | Komt van A-selectie                                 | Komt van A-selectie                                 | Komt van A-selectie                                 | 17                                                  |                                                     |                                                     |                                                     | B                                                   | B                                                   | B                                                   |                                                     | B                                                   | B                                                   |                                                     | B                                                   | 4                                                   | B                                                   | B                                                   | B                                                   | B                                                   | B                                                   | 56                                                  | B                                                   | B                                                   |                                                     | 88                                                  | 90                                                  | 46                                                  |                                                     |                                                     |                                                     |                                                     |                                                     | 301         |
| Krohne          | Komt van A-selectie                                 | Komt van A-selectie                                 | Komt van A-selectie                                 | Komt van A-selectie                                 | Komt van A-selectie                                 | Komt van A-selectie                                 | B                                                   |                                                     |                                                     |                                                     |                                                     |                                                     |                                                     |                                                     |                                                     |                                                     |                                                     |                                                     |                                                     |                                                     | 16                                                  |                                                     | B                                                   |                                                     |                                                     | B                                                   | B                                                   | 24                                                  | B                                                   |                                                     |                                                     |                                                     |                                                     |                                                     |                                                     |                                                     |                                                     |                                                     |                                                     |                                                     |                                                     | 40          |
| Matavž          | In winterstop teruggekomen van verhuur aan FC Emmen | In winterstop teruggekomen van verhuur aan FC Emmen | In winterstop teruggekomen van verhuur aan FC Emmen | In winterstop teruggekomen van verhuur aan FC Emmen | In winterstop teruggekomen van verhuur aan FC Emmen | In winterstop teruggekomen van verhuur aan FC Emmen | In winterstop teruggekomen van verhuur aan FC Emmen | In winterstop teruggekomen van verhuur aan FC Emmen | In winterstop teruggekomen van verhuur aan FC Emmen | In winterstop teruggekomen van verhuur aan FC Emmen | In winterstop teruggekomen van verhuur aan FC Emmen | In winterstop teruggekomen van verhuur aan FC Emmen | In winterstop teruggekomen van verhuur aan FC Emmen | In winterstop teruggekomen van verhuur aan FC Emmen | In winterstop teruggekomen van verhuur aan FC Emmen | In winterstop teruggekomen van verhuur aan FC Emmen | In winterstop teruggekomen van verhuur aan FC Emmen | In winterstop teruggekomen van verhuur aan FC Emmen | In winterstop teruggekomen van verhuur aan FC Emmen | In winterstop teruggekomen van verhuur aan FC Emmen | In winterstop teruggekomen van verhuur aan FC Emmen | In winterstop teruggekomen van verhuur aan FC Emmen | In winterstop teruggekomen van verhuur aan FC Emmen | In winterstop teruggekomen van verhuur aan FC Emmen | In winterstop teruggekomen van verhuur aan FC Emmen | In winterstop teruggekomen van verhuur aan FC Emmen | In winterstop teruggekomen van verhuur aan FC Emmen | In winterstop teruggekomen van verhuur aan FC Emmen | In winterstop teruggekomen van verhuur aan FC Emmen | 16                                                  |                                                     |                                                     |                                                     |                                                     | 17                                                  | 2                                                   | 3                                                   | 24                                                  | 28                                                  | 44                                                  | 27                                                  | 161         |
| Pedersen        | In winterstop overgekomen van FC Nordsjælland       | In winterstop overgekomen van FC Nordsjælland       | In winterstop overgekomen van FC Nordsjælland       | In winterstop overgekomen van FC Nordsjælland       | In winterstop overgekomen van FC Nordsjælland       | In winterstop overgekomen van FC Nordsjælland       | In winterstop overgekomen van FC Nordsjælland       | In winterstop overgekomen van FC Nordsjælland       | In winterstop overgekomen van FC Nordsjælland       | In winterstop overgekomen van FC Nordsjælland       | In winterstop overgekomen van FC Nordsjælland       | In winterstop overgekomen van FC Nordsjælland       | In winterstop overgekomen van FC Nordsjælland       | In winterstop overgekomen van FC Nordsjælland       | In winterstop overgekomen van FC Nordsjælland       | In winterstop overgekomen van FC Nordsjælland       | In winterstop overgekomen van FC Nordsjælland       | In winterstop overgekomen van FC Nordsjælland       | In winterstop overgekomen van FC Nordsjælland       |                                                     |                                                     | 18                                                  | 44                                                  |                                                     |                                                     |                                                     |                                                     |                                                     |                                                     |                                                     |                                                     |                                                     | 5                                                   |                                                     |                                                     |                                                     |                                                     |                                                     |                                                     |                                                     |                                                     | 67          |
| Powel           | 61                                                  | 5                                                   | 16                                                  | 90                                                  | 17                                                  | 18                                                  | 28                                                  | 90                                                  | 90                                                  | 46                                                  | 14                                                  | 90                                                  | 85                                                  | 46                                                  | 61                                                  |                                                     |                                                     | 16                                                  | 17                                                  | In winterstop verkocht aan ADO Den Haag             | In winterstop verkocht aan ADO Den Haag             | In winterstop verkocht aan ADO Den Haag             | In winterstop verkocht aan ADO Den Haag             | In winterstop verkocht aan ADO Den Haag             | In winterstop verkocht aan ADO Den Haag             | In winterstop verkocht aan ADO Den Haag             | In winterstop verkocht aan ADO Den Haag             | In winterstop verkocht aan ADO Den Haag             | In winterstop verkocht aan ADO Den Haag             | In winterstop verkocht aan ADO Den Haag             | In winterstop verkocht aan ADO Den Haag             | In winterstop verkocht aan ADO Den Haag             | In winterstop verkocht aan ADO Den Haag             | In winterstop verkocht aan ADO Den Haag             | In winterstop verkocht aan ADO Den Haag             | In winterstop verkocht aan ADO Den Haag             | In winterstop verkocht aan ADO Den Haag             | In winterstop verkocht aan ADO Den Haag             | In winterstop verkocht aan ADO Den Haag             | In winterstop verkocht aan ADO Den Haag             | In winterstop verkocht aan ADO Den Haag             | 790         |

1B# = Bekerwedstrijd in ronde #

### Overzichtslijst
- wedstrijden
- bank (hele wedstrijd)
- wissel in
- wissel uit

- doelpunten
- gele kaarten
- geel-rode kaarten
- rode kaarten

| Spelersnaam       | Eredivisie      | Eredivisie      | Eredivisie      | Eredivisie      | Eredivisie      | Eredivisie      | Eredivisie      | Eredivisie      |                 | KNVB beker      | KNVB beker      | KNVB beker      | KNVB beker      | KNVB beker      | KNVB beker      | KNVB beker      | KNVB beker      |
| Spelersnaam       | W               |                 |                 |                 |                 |                 |                 | B               |                 | W               |                 |                 |                 |                 |                 |                 | B               |
| Doelverdediging   | Doelverdediging | Doelverdediging | Doelverdediging | Doelverdediging | Doelverdediging | Doelverdediging | Doelverdediging | Doelverdediging | Doelverdediging | Doelverdediging | Doelverdediging | Doelverdediging | Doelverdediging | Doelverdediging | Doelverdediging | Doelverdediging | Doelverdediging |
| ----------------- | --------------- | --------------- | --------------- | --------------- | --------------- | --------------- | --------------- | --------------- | --------------- | --------------- | --------------- | --------------- | --------------- | --------------- | --------------- | --------------- | --------------- |
| Gijs Koopmans     | 0               | 0               | 0               | 0               | 0               | 0               | 0               | 8               |                 | 0               | 0               | 0               | 0               | 0               | 0               | 0               | 1               |
| Brian van Loo     | 1               | 0               | 0               | 0               | 0               | 0               | 0               | 27              |                 | 1               | 0               | 0               | 0               | 0               | 0               | 0               | 1               |
| Luciano Da Silva  | 33              | 0               | 0               | 0               | 1               | 0               | 0               | 0               |                 | 2               | 0               | 0               | 0               | 0               | 0               | 0               | 1               |
| Verdediging       |                 |                 |                 |                 |                 |                 |                 |                 |                 |                 |                 |                 |                 |                 |                 |                 |                 |
| Matías Cahais     | 0               | 0               | 0               | 0               | 0               | 0               | 0               | 13              |                 | 2               | 1               | 0               | 0               | 0               | 0               | 0               | 1               |
| Andreas Granqvist | 32              | 0               | 0               | 4               | 3               | 1               | 1               | 0               |                 | 3               | 0               | 0               | 1               | 1               | 0               | 0               | 0               |
| Tom Hiariej       | 12              | 3               | 2               | 0               | 1               | 0               | 0               | 16              |                 | 2               | 1               | 1               | 0               | 0               | 0               | 0               | 1               |
| Darryl Lachman    | 0               | 0               | 0               | 0               | 0               | 0               | 0               | 3               |                 | 0               | 0               | 0               | 0               | 0               | 0               | 0               | 0               |
| Sepp De Roover    | 16              | 0               | 1               | 2               | 0               | 0               | 0               | 1               |                 | 1               | 0               | 1               | 0               | 0               | 0               | 0               | 0               |
| Gibril Sankoh     | 30              | 0               | 3               | 0               | 7               | 0               | 1               | 1               |                 | 3               | 0               | 0               | 0               | 1               | 0               | 0               | 0               |
| Fredrik Stenman   | 27              | 0               | 2               | 0               | 0               | 0               | 0               | 0               |                 | 2               | 1               | 0               | 0               | 0               | 0               | 0               | 0               |
| Ondřej Švejdík    | 23              | 4               | 0               | 0               | 1               | 0               | 0               | 9               |                 | 1               | 0               | 0               | 0               | 0               | 0               | 0               | 1               |
| Jeroen Veldmate   | 3               | 3               | 0               | 0               | 0               | 0               | 0               | 7               |                 | 0               | 0               | 0               | 0               | 0               | 0               | 0               | 0               |
| Middenveld        |                 |                 |                 |                 |                 |                 |                 |                 |                 |                 |                 |                 |                 |                 |                 |                 |                 |
| Oluwafemi Ajilore | 25              | 8               | 7               | 1               | 2               | 0               | 1               | 5               |                 | 1               | 0               | 0               | 0               | 0               | 0               | 0               | 1               |
| Danny Holla       | 30              | 1               | 6               | 6               | 6               | 0               | 0               | 3               |                 | 3               | 0               | 1               | 1               | 0               | 0               | 0               | 0               |
| Koen van de Laak  | 26              | 6               | 5               | 4               | 4               | 0               | 0               | 0               |                 | 2               | 0               | 0               | 0               | 1               | 0               | 0               | 0               |
| Evgeniy Levchenko | 18              | 1               | 6               | 3               | 1               | 0               | 0               | 1               |                 | 1               | 0               | 0               | 1               | 0               | 0               | 0               | 1               |
| Goran Lovre       | 32              | 0               | 12              | 4               | 2               | 0               | 0               | 1               |                 | 3               | 1               | 1               | 0               | 1               | 0               | 0               | 0               |
| Paul Matthijs     | 20              | 11              | 3               | 0               | 3               | 0               | 0               | 11              |                 | 2               | 1               | 1               | 0               | 0               | 0               | 0               | 1               |
| Martijn Meerdink  | 12              | 5               | 2               | 0               | 2               | 1               | 0               | 5               |                 | 1               | 1               | 0               | 0               | 0               | 0               | 0               | 0               |
| Shkodran Metaj    | 12              | 8               | 0               | 0               | 1               | 0               | 0               | 21              |                 | 2               | 1               | 1               | 0               | 0               | 0               | 0               | 1               |
| Frank Olijve      | 1               | 1               | 0               | 0               | 0               | 0               | 0               | 3               |                 | 0               | 0               | 0               | 0               | 0               | 0               | 0               | 0               |
| Aanval            |                 |                 |                 |                 |                 |                 |                 |                 |                 |                 |                 |                 |                 |                 |                 |                 |                 |
| Petter Andersson  | 15              | 3               | 5               | 5               | 1               | 0               | 0               | 0               |                 | 2               | 0               | 1               | 0               | 0               | 0               | 0               | 0               |
| Marcus Berg       | 31              | 0               | 4               | 17              | 7               | 0               | 1               | 0               |                 | 3               | 0               | 1               | 4               | 1               | 0               | 0               | 0               |
| Gonzalo García    | 28              | 10              | 9               | 4               | 2               | 1               | 0               | 1               |                 | 1               | 0               | 0               | 0               | 1               | 0               | 0               | 0               |
| Pepijn Kluin      | 5               | 1               | 3               | 0               | 0               | 0               | 0               | 12              |                 | 1               | 1               | 0               | 0               | 0               | 0               | 0               | 1               |
| Dennis Krohne     | 1               | 1               | 0               | 0               | 0               | 0               | 0               | 5               |                 | 1               | 1               | 0               | 0               | 0               | 0               | 0               | 0               |
| Tim Matavž        | 4               | 4               | 0               | 2               | 0               | 0               | 0               | 0               |                 | 0               | 0               | 0               | 0               | 0               | 0               | 0               | 0               |
| Nicklas Pedersen  | 3               | 2               | 1               | 0               | 0               | 0               | 0               | 0               |                 | 0               | 0               | 0               | 0               | 0               | 0               | 0               | 0               |
| Berry Powel       | 15              | 8               | 5               | 2               | 0               | 0               | 0               | 0               |                 | 2               | 0               | 0               | 1               | 0               | 0               | 0               | 0               |
| Spelersnaam       | W               |                 |                 |                 |                 |                 |                 | B               |                 | W               |                 |                 |                 |                 |                 |                 | B               |
| Spelersnaam       | Eredivisie      | Eredivisie      | Eredivisie      | Eredivisie      | Eredivisie      | Eredivisie      | Eredivisie      | Eredivisie      |                 | KNVB beker      | KNVB beker      | KNVB beker      | KNVB beker      | KNVB beker      | KNVB beker      | KNVB beker      | KNVB beker      |

## Doelpunten in detail

### Doelpuntenmakers (Eredivisie)
| #  | Naam              | Goals |
| -- | ----------------- | ----- |
| 1  | Marcus Berg       | 17    |
| 2  | Danny Holla       | 5     |
| 2  | Petter Andersson  | 5     |
| 4  | Koen van de Laak  | 4     |
| 4  | Gonzalo García    | 4     |
| 4  | Goran Lovre       | 4     |
| 4  | Andreas Granqvist | 4     |
| 7  | Evgeniy Levchenko | 3     |
| 8  | Berry Powel       | 2     |
| 8  | Sepp De Roover    | 2     |
| 8  | Tim Matavž        | 2     |
| 11 | Oluwafemi Ajilore | 1     |

### Doelpuntenmakers (KNVB beker)
| # | Naam              | Goals |
| - | ----------------- | ----- |
| 1 | Marcus Berg       | 4     |
| 2 | Danny Holla       | 1     |
| 2 | Berry Powel       | 1     |
| 2 | Evgeniy Levchenko | 1     |
| 2 | Andreas Granqvist | 1     |

### Tegendoelpunten doelverdedigers
- W: Wedstrijden
- T: Tegendoelpunten
- G/W: Gemiddeld aantal tegendoelpunten per wedstrijd

| Naam             | Eredivisie | Eredivisie | Eredivisie | KNVB beker | KNVB beker | KNVB beker | Totaal | Totaal | Totaal |
| Naam             | W          | T          | G/W        | W          | T          | G/W        | W      | T      | G/W    |
| ---------------- | ---------- | ---------- | ---------- | ---------- | ---------- | ---------- | ------ | ------ | ------ |
| Brian van Loo    | 1          | 4          | 4,0        | 1          | 2          | 2,0        | 2      | 6      | 3,0    |
| Luciano Da Silva | 33         | 36         | 1,09       | 2          | 2          | 1,0        | 35     | 38     | 1,09   |

ADO Den Haag ·
Ajax ·
AZ ·
Feyenoord ·
De Graafschap ·
FC Groningen ·
sc Heerenveen ·
Heracles Almelo ·
NAC Breda ·
N.E.C. ·
PSV ·
Roda JC ·
Sparta Rotterdam ·
FC Twente ·
FC Utrecht ·
Vitesse ·
FC Volendam ·
Willem II